# Leonardo Bertagnolli
Leonardo Bertagnolli   (Trento, 8 de gener de 1978) és un ciclista italià, ja retirat, que fou professional del 2002 al 2012.
Bertagnolli va anunciar la seva retirada de l'esport després de competir als Campionats Nacionals d'Itàlia el juny de 2012. Posteriorment es va saber que la Unió Ciclista Internacional havia iniciat un procediment disciplinari en contra seu per una suposada infracció en el seu passaport biològic. Fou sancionat amb 2 anys i deu mesos sense poder competir i tots els seus resultats obtinguts entre l'1 de gener de 2003 i el 18 de maig de 2011 li foren retirats.

## Resultats a les Grans Voltes
Tots els resultats obtinguts entre el 2003 i el 2011 li foren anul·lats per l'UCI.

### Resultats al Tour de França
- 2003. Abandona (15a etapa)
- 2011. Abandona (18a etapa)

### Resultats a la Volta a Espanya
- 2002. 106è de la classificació general
- 2005. Abandona (15a etapa). Vencedor d'una etapa
- 2007. 22è de la classificació general

### Resultats al Giro d'Itàlia
- 2003. 25è de la classificació general
- 2004. 37è de la classificació general
- 2005. Abandona (13a etapa)
- 2006. Abandona (4a etapa)
- 2009. 46è de la classificació general. Vencedor d'una etapa
- 2010. No surt (16a etapa)